# Amtsgericht Hamm

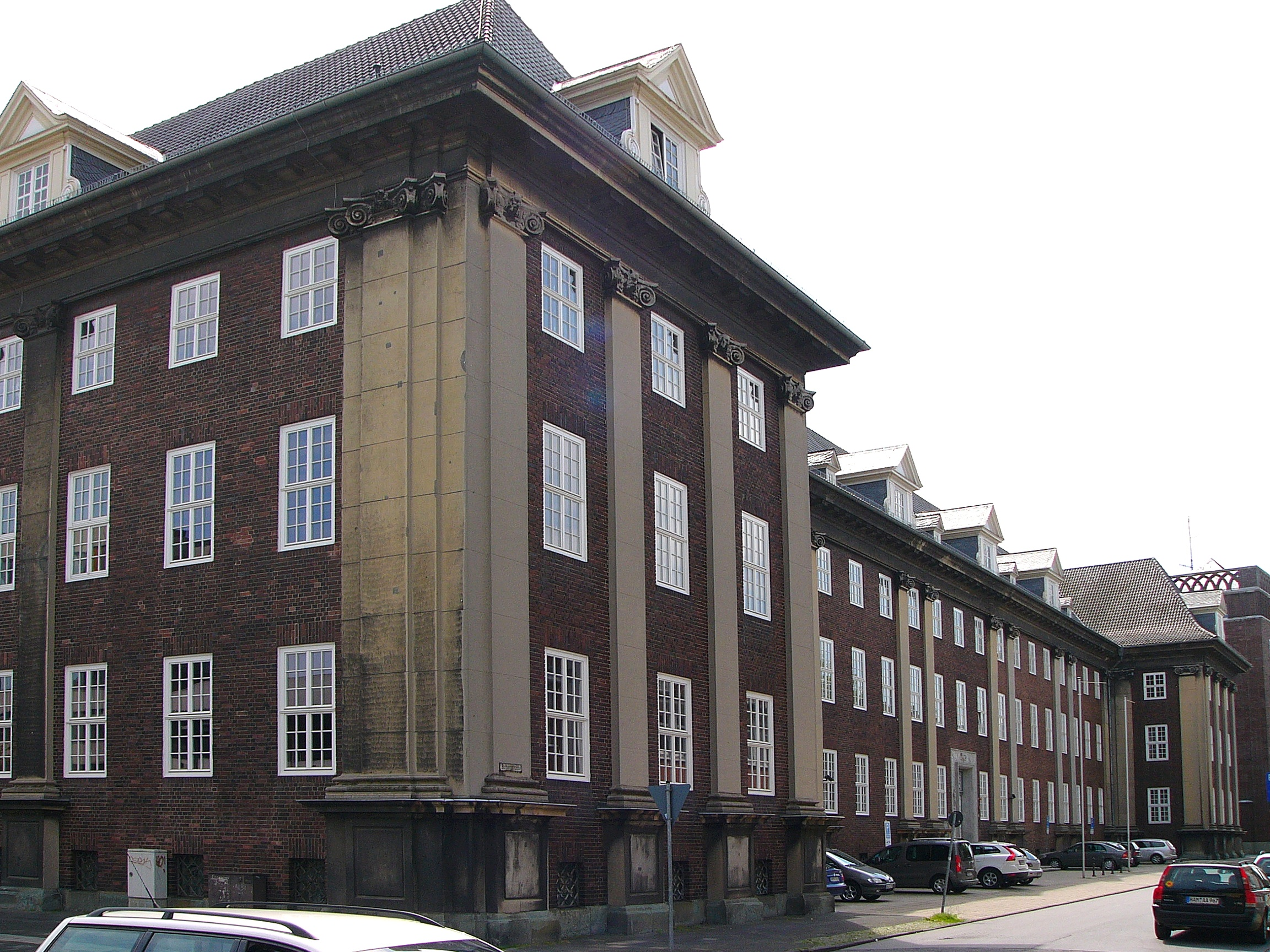
Amtsgericht Hamm

Das Amtsgericht Hamm ist ein Gericht der ordentlichen Gerichtsbarkeit mit Sitz in Hamm. Es ist eines der Amtsgerichte in Trägerschaft des Landes Nordrhein-Westfalen. Ferner ist es Registergericht für die Bezirke der Amtsgerichte Kamen und Unna. Das Amtsgericht Hamm ist außerdem seit 1929 Sitz einer Staatsanwaltschaft, diese ist heute Zweigstelle der Staatsanwaltschaft beim Landgericht Dortmund.

## Amtsgerichtsbezirk
Das Amtsgericht ist zuständig für die Stadt Hamm. In dem 226 km² großen Gerichtsbezirk leben rund 183.000 Menschen.

## Übergeordnete Gerichte
Das dem Amtsgericht Hamm übergeordnete Landgericht ist das Landgericht Dortmund, das wiederum dem Oberlandesgericht Hamm untersteht.

## Gerichtsgebäude

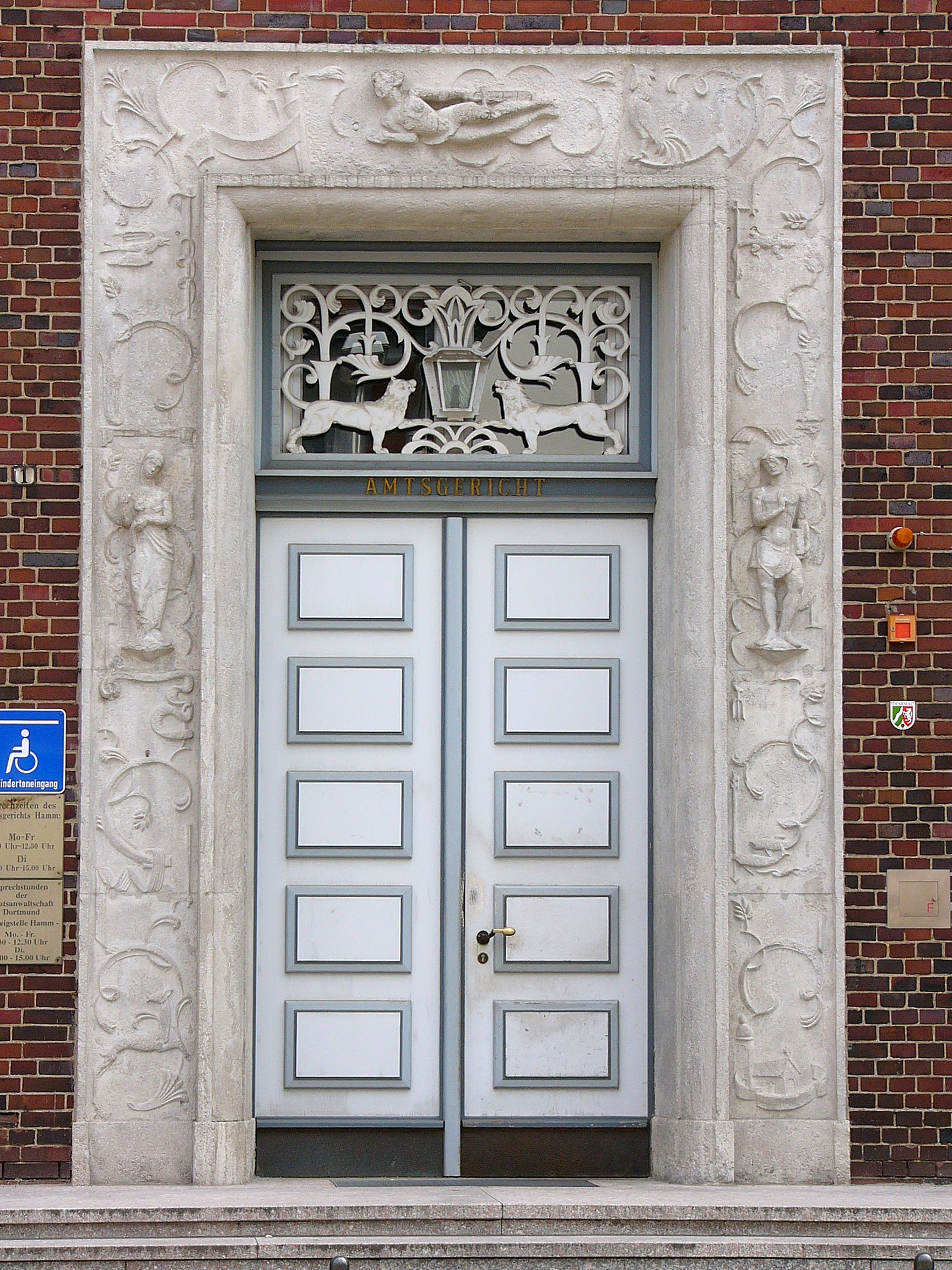
Portal

Der heutige Bau des Amtsgerichts wurde von 1926 bis 1929 an der Borbergstrasse errichtet und wurde am 15. August 1929 bezogen. 1944 wurde es durch Bombentreffer schwerst beschädigt und erst 1948 im alten Stil wieder errichtet, dadurch ging ein nicht unerheblicher Teil der als opulent beschriebenen Inneneinrichtung verloren. Am 3. Juni 1985 wurde das Gebäude unter Denkmalschutz gestellt.
Das Gebäude ist eine dreiflügelige Anlage aus Back- und Werkstein mit Walmdach. Die Fassade zeigt neben den charakteristischen Rechtecksprossenfenstern, auf hohen Pidestalen angesetzte Kolossalpilaster mit ionischen Kapitellen. Die Türrahmen des Gebäudes sind mit Reliefs verziert und auch die Gauben weisen Verzierungen auf.
In jüngerer Zeit wurde ein behindertengerechter Personenaufzug mit einer außenliegenden Rampe für Rollstuhlfahrer in das Gebäude eingebaut.

## Geschichte
In Hamm bestand von 1849 bis 1879 das Kreisgericht Hamm.
Das Amtsgericht Hamm trat mit dieser Verordnung von Kaiser Wilhelm I. 1878 in Dienst:
„Wir Wilhelm, von Gottes Gnaden König von Preußen verordnen aufgrund des § 21 des Ausführungsgesetzes zum Deutschen Gerichtsverfassungsgesetze vom 24. April 1878 (Gesetz-Samml. S. 230 f.) was folgt:
§ 1
Amtsgerichte werden errichtet: … im Bezirke des Landgerichts zu Dortmund: zu … Hamm, …
§ 2
Diese Verordnung tritt gleichzeitig mit dem Deutschen Gerichtsverfassungsgesetze vom 27. Januar 1877 in Kraft. Urkundlich unter Unserer Höchsteigenhändigen Unterschrift und beigedrucktem Königlichen Insiegel. Gegeben Neues Palais bei Potsdam, den 26. Juni 1878. Im Allerhöchsten Auftrage Seiner Majestät des Königs Friedrich Wilhelm, Kronprinz L.S.“ Der Amtsgerichtsbezirk umfasste danach den Kreis Hamm außer den Teilen, die den Amtsgerichten Camen, Unna und Werl zugeordnet waren.
Nach der erfolgten Gründung dauerte es noch bis zum 1. Oktober 1879, bis die ersten Amtsgerichtsräte Kapp und Dierichs beim Königlichen Amtsgericht Hamm ernannt wurden. Das Amtsgericht war von 1878 bis 1894 im früheren Gasthaus „Stadt London“ an der heutigen Pauluskirche untergebracht. 1894 zog das Königliche Amtsgericht zusammen mit dem Königlichen Oberlandesgericht Hamm in einen zwischen 1890 und 1894 am damaligen Friedrichplatz errichteten Neubau um, der heute das Rathaus der Stadt Hamm beherbergt.
Seit Errichtung des zweiten Neubaus an der Borbergstraße hat das Amtsgericht dort seinen Sitz. Zwischen 1959 und 1978 war im Gebäude auch das Landesarbeitsgericht Hamm untergebracht. Zeitweilig teilten auch das Arbeitsgericht Hamm, die Justizhauptkasse beim Oberlandesgericht und das Katasteramt diese Unterbringung.
Mit der Gemeindegebietsreform von 1975 erweiterte sich der Amtsgerichtsbezirk Hamm um die früheren Städte und heutigen Stadtteile Bockum-Hövel und Heessen.
Seit dem 1. Juli 1977 ist das Amtsgericht Hamm auch für Ehescheidungen zuständig, während es mit dem Jahresende 1988 die Mahnverfahren an das Amtsgericht Hagen abgab.
Das in Hamm geführte Handelsregister weist ca. 2122 Firmen und das Vereinsregister ca. 813 Vereine aus. Das angeschlossene Grundbuchamt verwaltet ca. 47.212 Grundbücher.

## Amtsgerichtsdirektoren
Seit 1950 standen dem Amtsgericht neun Direktoren vor.
- 1950–1951: Direktor Quaatz
- 1952–1969: Ernst Ballke
- 1970–1975: Wolfgang Sperber
- 1976–1987: Hubert Hagedorn
- 1987–1989: Hermann Rottmann
- 1989–2008: Jürgen Dietrich
- 2008–2013: Jürgen Twittmann
- 2014–2017: Michael Kretschmer
- seit 2018: Ingo Arndt